# Charles Lee
Charles Lee (6 de Fevereiro de 1732 – 2 de outubro de 1782) foi um soldado britânico que serviu como general ao Exército Continental durante a Revolução Americana. Lee serviu ao Exército Britânico durante a Guerra dos Sete Anos. Depois da guerra ele vendeu sua comissão e serviu durante um tempo ao Exército Polonês do Rei Estanislau II. Em 1773 Lee, que tinha os mesmo princípios do Whig, mudou-se para a America e comprou uma propriedade em Virginia. Com o início dos combates da Guerra da Independência Americana em 1775, ele se ofereceu para servir as forças rebeldes. Lee tinha ambições de se tornar comandante do Exército Continental, mas tendo seus planos frustrados com a nomeação de George Washington.
Durante 1776, as forças sob seu comando repeliram os britânicos durante tentativa de capturar Charleston, que impulsionou sua posição no exército e no Congresso. Mais tarde, naquele ano, ele foi capturado pela cavalaria britânica de Banastre Tarleton e mantido como prisioneiro até ser libertado em 1778. Mais tarde naquele ano, durante a inconclusiva Batalha de Monmouth, Lee liderou um ataque aos britânicos, e mais tarde cessou. Ele foi posteriormente submetido a corte marcial, assim levando ao fim de seu serviço militar.